# Frédéric Hellot
Pour les articles homonymes, voir Hellot.
Frédéric-Émile-Amédée Hellot, né le 17 décembre 1863 à Guerbaville et mort le 28 octobre 1947, est un général de division dans l'arme du génie.
Sa cote au S.H.D est 9 Yd 762.

## Grades
- 23/03/14 : colonel
- 04/02/15 : général de brigade à titre temporaire
- 25/03/16 : général de brigade
- 20/12/17 : général de division

## Postes
- 02/08/14-07/11/14 : sous-chef d'état-major de la IIe Armée
- 07/11/14-22/03/15 : chef d'état-major de la IIe Armée
- 22/03/15-23/06/15 : deuxième aide major général du théâtre des opérations du Nord et du Nord-Est
- 23/06/15-05/08/15 : premier aide major général du théâtre des opérations du Nord et du Nord-Est
- 10/08/15-28/01/16 : commandant de la 21e brigade d'infanterie
- 28/01/16-29/06/17 : commandant de la 56e division d'infanterie de réserve
- 29/06/17-27/10/18 : chef d'état-major du groupe d'armées de l'Est
- 27/10/18-11/02/19 : commandant du 17e Corps d'Armée
- 11/02/19-10/03/19 : en disponibilité
- 10/03/19-17/06/19 : commandant de la 17e région (Toulouse) et du 17e corps d'armée
- 17/06/19-15/12/19 : en disponibilité
- 15/12/19-05/03/20 : commandant de la 22e division d'infanterie.
- 05/03/20-09/02/21 : commandant du 12e Corps d'Armée
- 09/02/21-17/12/25 : inspecteur général du Génie et président du Comité technique du Génie
- 17/12/25 : placé dans la section de réserve

## Décorations françaises
- Légion d'honneur : Chevalier (29/12/98), Officier (10/04/15), Commandeur (16/06/20), Grand Officier (09/07/25)
- Croix de Guerre 14-18
- Médaille Interalliée de la Victoire
- Médaille Commémorative de la Grande Guerre
- Médaille Coloniale avec agrafe Madagascar

## Décoration étrangère importante
- États-Unis: Distinguished Service Medal

## Autres activités
De 1942 à 1947 il a été président de la Société des Amis d'André-Marie Ampère chargé de l'administration du Musée Ampère à Poleymieux-au-Mont-d'Or.